# Maira leei
Maira leei är en tvåvingeart som först beskrevs av Paramonov 1958.  Maira leei ingår i släktet Maira och familjen rovflugor. Inga underarter finns listade i Catalogue of Life.